# Molophilus (Molophilus) perferox
Molophilus (Molophilus) perferox is een tweevleugelige uit de familie steltmuggen (Limoniidae). De soort komt voor in het Palearctisch gebied.